# Deutsche Cadre-47/2-Meisterschaft 1983/84

Veranstaltungsort: Gütersloh

Die Deutsche Cadre-47/2-Meisterschaft 1983/84 ist eine Billard-Turnierserie und fand am 14. Oktober 1983 in Gütersloh zum 54. Mal statt.

## Geschichte
Der Billard-Verband Westfalen als Verband und der 1. BC Gütersloh als lokaler Ausrichter organisierten die Deutsche Meisterschaft.
Erst wurden drei regionale Qualifikationsturniere gespielt. Die jeweiligen Sieger und der Titelverteidiger bestritten das Endturnier.
Klaus Hose gewann in Gütersloh seinen insgesamt sechsten Deutschen Meistertitel im Cadre 47/2. Im Finale besiegte er den Vorjahressieger Thomas Wildförster mit 2:0 Sätzen. Wildförster spielte im Halbfinale gegen den Drittplatzierten Hans Wernikowski das perfekte Match, in dem er beide Sätze in einer Aufnahme beendete.

## Modus
Gespielt wurde in den Qualifikationsgruppen bis 300 Punkte oder 15 Aufnahmen. In der Endrunde wurden zwei Gewinnsätze bis 150 Punkte gespielt. Das gesamte Turnier wurde mit Nachstoß gespielt. Die Endplatzierung ergab sich aus folgenden Kriterien:
1. Matchpunkte
2. Generaldurchschnitt (GD)
3. Höchstserie (HS)

## Turnierverlauf
| #                      | Name                            | MP  | GD    | BED   | HS  |
| ---------------------- | ------------------------------- | --- | ----- | ----- | --- |
| 1                      | Klaus Müller (Neunkirchen)      | 4:2 | 22,32 | 23,07 | 140 |
| 2                      | Wolfgang Zenkner (München)      | 3:3 | 25,63 | 42,85 | 156 |
| 3                      | Willi Steinberger (Kempten)     | 3:3 | 20,81 | 30,00 | 144 |
| 4                      | Harald Graf (Fürth-Poppenreuth) | 2:4 | 15,66 | 21,42 | 107 |
| Turnierdurchschnitt: ? |                                 |     |       |       |     |

| MP    | Match Punkte (Sieger = 2; Unentschieden = 1; Verlierer = 0) |
| SV    | Satzverhältnis (nur bei Turnieren im Satzsystem)            |
| Pkte. | Erzielte Karambolagen                                       |
| Aufn. | benötigte Aufnahmen                                         |
| GD    | Generaldurchschnitt                                         |
| MGD   | Mannschafts-Generaldurchschnitt                             |
| BED   | Bester Einzeldurchschnitt eines Spielers                    |
| BEMD  | Bester Einzeldurchschnitt einer Mannschaft                  |
| BSD   | Bester Satzdurchschnitt eines Spielers                      |
| HS    | Höchstserie                                                 |
| WRP   | Weltranglistenpunkte                                        |

| #                          | Name                        | MP  | GD    | BED    | HS  |
| -------------------------- | --------------------------- | --- | ----- | ------ | --- |
| 1                          | Klaus Hose (Duisburg)       | 6:0 | 75,00 | 300,00 | 300 |
| 2                          | Dieter Wirtz (Duisburg)     | 2:4 | 32,41 | 50,00  | 158 |
| 3                          | Torsten Anders (Velbert)    | 2:4 | 27,72 | 42,85  | 131 |
| 4                          | Volker Simanowski (Velbert) | 2:4 | 24,21 | 30,00  | 126 |
| Turnierdurchschnitt: 35,81 |                             |     |       |        |     |

| MP    | Match Punkte (Sieger = 2; Unentschieden = 1; Verlierer = 0) |
| SV    | Satzverhältnis (nur bei Turnieren im Satzsystem)            |
| Pkte. | Erzielte Karambolagen                                       |
| Aufn. | benötigte Aufnahmen                                         |
| GD    | Generaldurchschnitt                                         |
| MGD   | Mannschafts-Generaldurchschnitt                             |
| BED   | Bester Einzeldurchschnitt eines Spielers                    |
| BEMD  | Bester Einzeldurchschnitt einer Mannschaft                  |
| BSD   | Bester Satzdurchschnitt eines Spielers                      |
| HS    | Höchstserie                                                 |
| WRP   | Weltranglistenpunkte                                        |

| #                      | Name                          | MP  | GD    | BED   | HS  |
| ---------------------- | ----------------------------- | --- | ----- | ----- | --- |
| 1                      | Hans Wernikowski (Dortmund)   | 6:0 | 32,14 | 75,00 | 222 |
| 2                      | Fabian Blondeel (Lüdenscheid) | 2:4 | 25,65 | 33,33 | 113 |
| 3                      | Heinz Voßmerbäumer (Bochum)   | 2:4 | 13,74 | 23,07 | 077 |
| 4                      | Roger Schaewe (Hamburg)       | 2:4 | 10,97 | 12,60 | 084 |
| Turnierdurchschnitt: ? |                               |     |       |       |     |

| MP    | Match Punkte (Sieger = 2; Unentschieden = 1; Verlierer = 0) |
| SV    | Satzverhältnis (nur bei Turnieren im Satzsystem)            |
| Pkte. | Erzielte Karambolagen                                       |
| Aufn. | benötigte Aufnahmen                                         |
| GD    | Generaldurchschnitt                                         |
| MGD   | Mannschafts-Generaldurchschnitt                             |
| BED   | Bester Einzeldurchschnitt eines Spielers                    |
| BEMD  | Bester Einzeldurchschnitt einer Mannschaft                  |
| BSD   | Bester Satzdurchschnitt eines Spielers                      |
| HS    | Höchstserie                                                 |
| WRP   | Weltranglistenpunkte                                        |

### Finalrunde
| Name               | MP  | SP  | 1. Satz | 2. Satz | 3. Satz | Pkte. | Aufn. | GD     | BSD    | HS  |
| ------------------ | --- | --- | ------- | ------- | ------- | ----- | ----- | ------ | ------ | --- |
| Halbfinale         |     |     |         |         |         |       |       |        |        |     |
| Thomas Wildförster | 2:0 | 4:0 | 150(1)  | 150(1)  |         | 300   | 2     | 150,00 | 150,00 | 150 |
| Hans Wernikowski   | 0:2 | 0:4 | 0(1)    | 26(1)   |         | 26    | 2     | 13,00  | –      | 26  |
| Klaus Hose         | 2:0 | 4:0 | 150(1)  | 150(5)  |         | 300   | 6     | 50,00  | 150,00 | 150 |
| Klaus Müller       | 0:2 | 0:4 | 0(1)    | 26(5)   |         | 26    | 6     | 4,33   | –      | ?   |
| Spiel um Platz 3   |     |     |         |         |         |       |       |        |        |     |
| Hans Wernikowski   | 2:0 | 4:0 | 150(5)  | 150(9)  |         | 300   | 14    | 21,42  | 30,00  | 93  |
| Klaus Müller       | 0:2 | 0:4 | 53(5)   | 146(9)  |         | 198   | 14    | 14,14  | –      | 81  |
| Finale             |     |     |         |         |         |       |       |        |        |     |
| Thomas Wildförster | 0:2 | 0:4 | 8(5)    | 6(1)    |         | 14    | 6     | 2,33   | –      | 6   |
| Klaus Hose         | 2:0 | 4:0 | 150(5)  | 150(1)  |         | 300   | 6     | 50,00  | 150,00 | 150 |

### Abschlusstabelle
| MP    | Match Points (Sieger = 2; Unentschieden = 1; Verlierer = 0) |
| Pkte. | Erzielte Karambolagen                                       |
| Aufn. | Benötigte Versuche                                          |
| GD    | Generaldurchschnitt                                         |
| BED   | Bester Einzeldurchschnitt eines Spielers                    |
| HS    | Höchstserie                                                 |
|       | Bester GD des Turniers                                      |
|       | Bester ED des Turniers                                      |
|       | Beste HS des Turniers                                       |
|       | 1. Platz (Gold)                                             |
|       | 2. Platz (Silber)                                           |
|       | 3. Platz (Bronze)                                           |

| Endklassement              | Endklassement                | Endklassement | Endklassement | Endklassement | Endklassement | Endklassement | Endklassement | Endklassement | Endklassement |
| Platz                      | Name                         | MP            | SP            | Pkt.          | Aufn.         | GD            | BED           | BSD           | HS            |
| -------------------------- | ---------------------------- | ------------- | ------------- | ------------- | ------------- | ------------- | ------------- | ------------- | ------------- |
| 1                          | Klaus Hose (Duisburg)        | 4:0           | 8:0           | 600           | 12            | 50,00         | 50,00         | 150,00        | 150           |
| 2                          | Thomas Wildförster (Velbert) | 2:2           | 4:4           | 314           | 8             | 39,25         | 150,00        | 150,00        | 150           |
| 3                          | Hans Wernikowski (Dortmund)  | 2:2           | 4:4           | 326           | 16            | 20,37         | 21,42         | 30,00         | 93            |
| 4                          | Klaus Müller (Neunkirchen)   | 0:4           | 0:8           | 225           | 20            | 11,25         | –             | –             | 81            |
| Turnierdurchschnitt: 26,16 |                              |               |               |               |               |               |               |               |               |